# Giorgio Rumi
Giorgio Aldo Rumi (Milano, 15 marzo 1938 – Milano, 30 marzo 2006) è stato uno storico e politologo italiano
di famiglia feudale di Dongo, sul Lago di Como.
Esponente di spicco del cattolicesimo liberale, figura di riferimento della cultura nazionale, fu apprezzato per lucidità di analisi, sobrietà di stile, capacità di confronto con culture diverse oltre che per innate doti oratorie.

## Biografia
Laureatosi in scienze politiche con Gianfranco Miglio all'Università Cattolica di Milano, fu ivi allievo di Ettore Passerin d'Entreves e, all'ISPI, di Brunello Vigezzi.
Libero docente dal 1971, già professore di Teoria e Storia della Storiografia e di Storia Contemporanea della Facoltà di Scienze Politiche delle Università di Milano e di Bari, nel 1977 fu nominato ordinario di Storia Contemporanea nella Facoltà di Lettere e Filosofia dell'Università Statale di Milano.
Come membro del CNR (per il Comitato di Scienze filosofiche e filologiche) strinse profondi legami con Rosario Romeo, Ruggero Moscati, Rodolfo Mosca, Enrico Serra e Gabriele De Rosa che contribuirono a definirne lo spirito di cattolico liberale. Come curatore, insieme a Brunello Vigezzi e Enrico Decleva, del progetto per la costituzione dell'archivio storico della Banca Commerciale Italiana, entrò in assiduo contatto con Raffaele Mattioli la cui profonda influenza emerge nello studio della formazione della classe dirigente nell'Italia unita.
Dopo essersi concentrato sulla politica estera fascista, sul ruolo della Santa Sede nella politica internazionale, sui rapporti Stato-Chiesa prima e dopo l'Unità, la poliedrica attività di Rumi si rivolse allo studio della Lombardia nella specificità dei suoi rapporti con l'Europa dell'Antico regime, la Santa Sede e l'Italia unita, oltre che sul tema della formazione delle sue élite.
La tipicità del cattolicesimo lombardo e del suo stretto legame con Roma è alla base di molte sue ricerche che vanno dalla storia dell'Università Cattolica a quelle sulle diocesi e sulle principali istituzioni cattoliche e dei suoi protagonisti, caratterizzate dal dilatarsi della dimensione locale a quella internazionale.
Editorialista per lunghi anni dell'Osservatore Romano e di Avvenire, membro dell'Accademia di S. Carlo Borromeo presso la Biblioteca Ambrosiana, della Veneranda Fabbrica del Duomo, dell'Ambrosianeum, dell'Istituto Luigi Sturzo, fu attivo collaboratore del Centro Paolo VI di Brescia.
Presenza costante nella realtà politica e culturale del Paese, firma di rilievo del Corriere della Sera, cofondatore e condirettore della rivista Liberal (marzo 1995), fu membro del Consiglio di Amministrazione dell'Università Statale di Milano, dell'Istituto Lombardo Accademia di Scienze e Lettere, del Teatro alla Scala, della RAI, vice presidente della Società Storica Lombarda. Collaboratore dell'Istituto Regionale delle Ricerche della Lombardia, dell'Istituto per la Scienza della Pubblica Amministrazione, della Fondazione Visconti di San Vito, dell'Accademia Virgiliana, fu presidente del Centro Interdipartimentale di Storia della Svizzera "Bruno Caizzi" e consigliere della Fondazione Balzan Premio.
Riposa tumulato nell'edicola di famiglia nel cimitero di Dongo. Il suo nome è stato iscritto nel Famedio del Cimitero Monumentale di Milano.

## Opere
- Alle origini della politica estera fascista (1918-1923), Bari, Laterza, 1968.
- L'imperialismo fascista, Milano, Mursia, 1974.
- (con A. Majo), Il cardinal Schuster e il suo tempo, introduzione di V. Rognoni, Milano, Massimo, 1979.
- Milano cattolica nell'Italia unita, Milano, NED, 1983.
- G. Rumi - A. Majo - D. Turoldo, Schuster e Milano, Milano, NED, 1983, pagg. 7-22.
- Campane a Casalbellotto (dal diario di Primo Mazzolari: 1929-1931), Milano - Roma - Bari, Cassa di risparmio delle provincie lombarde - Laterza, 1983; «Rivista milanese di economia», 4, 1983, poi in G. Rumi, Lombardia guelfa 1780-1980, Brescia, Morcelliana, 1988, pagg. 187-196.
- I cattolici e le relazioni internazionali: verso l'Europa, in A. Colombo (a cura di), La Resistenza e l'Europa, Firenze, Le Monnier, 1984, pagg. 103-135.
- Montini arcivescovo di Milano. Avvertenze metodologiche e linee di ricerca, in Paul VI et la modernité dans l'Église, Roma, Ecole francaise de Rome, 1984, pagg. 129-134, poi in G. Adornato et al. (a cura di), Montini Paolo VI. Cultura, arte, annuncio, Gazzada - Busto Arsizio, Fondazione ambrosiana Paolo VI - Nomos Edizioni, 2003, pagg. 47-49.
- La «Civiltà cattolica» e la Francia negli anni '30, in E. Serra (a cura di), Il vincolo culturale tra Italia e Francia negli anni Trenta e Quaranta, Milano, ISPI, 1986, pagg. 83-92.
- Scaccato d'oro e di nero. I fratelli Litta Visconti Arese negli anni della Rivoluzione e dell'Impero, in I cannoni al Sempione. Milano e la «Grande Nation», Milano - Bari, Cariplo - Laterza, 1986, pagg. 75-102, poi in G. Rumi, Lombardia guelfa 1780-1980, Brescia, Morcelliana, 1988, pagg. 17-37.
- Schuster, Alfredo Ildefonso (1880-1954). Storia, in Il Duomo di Milano. Dizionario storico artistico e religioso, Milano, NED, 1986, pagg. 535-536.
- G. Rumi (a cura di), Federico Confalonieri aristocratico progressista nel bicentenario della nascita (1785-1885), atti del Convegno organizzato dalla Società storica lombarda, Milano - Roma - Bari, Cassa di risparmio delle provincie lombarde - Laterza, 1987; anche in «Rivista milanese di economia», 14, 1987.
- Lombardia guelfa 1780-1980, Brescia, Morcelliana, 1988.
- (con F. Arese) Onori di corte. Riti del potere e ascesa sociale nell'ultima dominazione asburgica, in Il tramonto di un regno. Il Lombardo-Veneto dalla Restaurazione al Risorgimento (1814-1859), coordinato da G. Pontiggia e G. Rumi, Milano, Cariplo, 1988, pagg. 55-88.
- Due ricordi familiari di Gian Giacomo Gallarati Scotti, «Archivio storico lombardo», 114 (1988), pagg. 379-388.
- La politica nobiliare del Regno d'Italia (1861-1946), in Les noblesses européennes au XIX' siècle, Roma, Ecole française de Rome, 1988, pagg. 577-593.
- Spiritualità e impegno di don Luigi Guanella, in L'opera di don Luigi Guanella. Le origini e gli sviluppi nell'area lombarda, Como, Amministrazione Provinciale di Como, 1988, pagg. 61-70.
- Il Concilio Vaticano II e il sistema delle relazioni internazionali, in Le deuxième Concile du Vatican (1959-1965), Roma, École Française de Rome, 1989, pagg. 745-754
- Dallo Statuto albertino alla Costituzione repubblicana. Appunti, in Per i 40 anni della Costituzione, Milano, Istituto Lombardo di scienze e lettere, 1989, pagg. 65-70.
- Il valore del Risorgimento, in G. Bezzola - W. Barberis - G. Rumi, Il tramonto di un regno, «Ca' de Sass», 105, 1989, pagg. 82-87.
- G. Rumi (a cura di), Benedetto XV e la pace - 1918, Brescia, Morcelliana, 1990.
- G. Rumi - A.C. Buratti - A. Cova (a cura di), Milano ricostruisce 1945-1954, Milano, Cariplo, 1990.
- Corrispondenza fra Benedetto XV e Carlo I d'Asburgo, in G. Rumi (a cura di), Benedetto XV e la pace - 1918, Brescia, Morcelliana, 1990, pagg. 19-47.
- G. Rumi - A.C. Buratti - A. Cova (a cura di), Milano nell'Unità nazionale 1860-1898, Milano, Cariplo, 1991.
- I Casnedi. Una famiglia lariana fedelissima della Casa d'Austria, «Ca' de Sass», 119, 1992, pagg. 15-19.
- G. Rumi - A.C. Buratti - A. Cova (a cura di), Milano nell'Italia liberale 1898- 1922, Milano, Cariplo, 1993.
- G. Rumi - V. Vercelloni - A. Cova (a cura di), Milano durante il fascismo 1922- Rome, 1945, Milano, Cariplo, 1994.
- Alla ricerca del Regno. Il cattolicesimo ambrosiano nel periodo fascista, in G. Rumi - V. Vercelloni - A. Cova (a cura di), Milano durante il fascismo 1922-1945, Milano, Cariplo, 1994, pagg. 101-124.
- Santità sociale in Italia tra Otto e Novecento, Torino, SEI, 1995.
- G. Rumi - V. Vercelloni - A. Cova (a cura di), Como e il suo territorio, Milano, Cariplo, 1995.
- Como: chiusura e vastità, in G. Rumi - V. Vercelloni - A. Cova (a cura di), Como e il suo territorio, Milano, Cariplo, 1995, pagg. 7-8.
- La Corona di ferro tra Austria e Italia; I Savoia, in La Corona ferrea nell'Europa degli Imperi, I. La Corona, il Regno, l'Impero: un millennio di storia, (Monza), Editoriale Giorgio Mondadori - Società di studi monzesi, [1995], pagg. 251-272, 287-296.
- Ricerche sui Casnedi, marchesi di Nesso, in Como e Lecco nella storiografia e nella cultura dal XVIII secolo ad oggi, Como, Amministrazione Provinciale di Como, 1995, pagg. 87-93.
- G. Rumi - G. Mezzanotte - A. Cova (a cura di), Brescia e il suo territorio, Milano, Cariplo, 1996.
- G. Rumi - G. Mezzanotte - A. Cova (a cura di), Bergamo e il suo territorio, Milano, Cariplo, 1997.
- A. Majo - G. Rumi (a cura di), G.B. Montini, Dieci discorsi su Sant'Ambrogio, Milano, NED, 1997.
- Austria e Santa Sede. Da Leone XIII a Benedetto XV, nella crisi dell'Impero, in F. Citterio - L. Vaccaro (a cura di), Storia religiosa dell'Austria, Centro Ambrosiano - ITL, Milano 1997 («Europa Ricerche», 4), pagg. 489-516.
- Le radici cristiane dell'Europa, «Civiltà ambrosiana», 14 (1997), 3, pagg. 167-174, poi in C. Brezzi et al. (a cura di), Democrazia e cultura religiosa. Studi in onore di Pietro Scoppola, Bologna, II Mulino 2002, pagg. 155-163. 
  - La «Rerum novarum» nella corrispondenza dei nunzi, in «Rerum novarum». Écriture, contenu et réception d'une encyclique, actes du Colloque international (Rome, 18-20 avril 1991), Roma, Ecole francaise de Rome, 1997, pagg. 233-240.
- G. Rumi (a cura di), La formazione della Lombardia contemporanea, Milano - Roma - Bari, Cariplo - Laterza, 1998.
- Gioberti, Bologna, Il Mulino, 1999.
- Tempi di guerra, attese di pace. Letture storiche da «L'Osservatore romano» (1984-1998), a cura di P. Gheda, presentazione di P. Borzomati, Soveria Mannelli, Rubbettino, 1999.
- G. Rumi - G. Mezzanotte - A. Cova (a cura di), Mantova e il suo territorio, Milano, Cariplo, 1999.
- G. Rumi - G. Mezzanotte - A. Cova (a cura di), Pavia e il suo territorio, Milano, Cariplo, 2000.
- Maritain ambasciatore presso la Santa Sede e i suoi rapporti con il sostituto G.B. Montini. Spunti e congetture, in Montini, Journet, Maritain: une famille d'esprit, Journées d'études (Molshein, 4-5 juin 1999), Brescia - Roma, Istituto Paolo VI - Edizioni Studium, 2000, pagg. 213-222.
- Milano e la scelta sabauda. Spunti da una rilettura di fonti albertiste, in R. Pavoni - C. Mozzarelli (a cura di), Milano 1848-1898. Ascesa e trasformazione della capitale morale, Venezia - Milano, Marsilio - Museo Bagatti Valsecchi, 2000, II, pagg. 5-14.
- G. Rumi - G. Mezzanotte - A. Cova (a cura di), Sondrio e il suo territorio, Milano, Intesa Bci, 2001.
- G. Rumi - E. Bressan, Don Carlo Gnocchi. Vita e opere di un grande imprenditore della carità, Milano, Mondadori, 2002.
- Chiesa e Europa, in Europa e realtà nazionali: problemi e prospettive, anno 1999-2000, Milano, Istituto Lombardo di scienze e lettere, 2002, pagg. 71-90.
- Contro don Abbondio, in G. Rumi - E. Bressan, Don Carlo Gnocchi. Vita e opere di un grande imprenditore della carità, Milano, Mondadori, 2002, pagg. 15-34.
- Pareto e l'Italia del suo tempo, in G. Manca (a cura di), Vilfredo Pareto (1848-1923). L'uomo e lo scienziato, prefazione di A. Fazio, Sondrio - Milano, Banca popolare di Sondrio - Libri Scheiwiller, 2002, pagg. 89-103.
- G. Rumi (a cura di), Milano capitale, Milano, Abitare Segesta, 2003.
- (con J. Paroni), Monaci e cavalieri alle radici dell'Europa, in L. Vaccaro - C. Stroppa (a cura di), Ora et Labora. Le Comunità Religiose nella società contemporanea, con la collaborazione di V. Cesareo et al., Gazzada - Busto Arsizio, Fondazione ambrosiana Paolo VI - Nomos Edizioni, 2003, pagg. 178-181.
- Quello straccio di porpora, premessa a P. De Lucia (a cura di), Carteggio Alessandro Manzoni - Antonio Rosmini, introduzione di L. Malusa, Centro nazionale Studi manzoniani, Milano, 2003 (Edizione nazionale ed europea delle opere di Alessandro Manzoni diretta da G. Vigorelli, 28), pagg. XIII-XXV.
- Questione meridionale e questione settentrionale nella riflessione dei vescovi italiani, in A. Acerbi (a cura di), La Chiesa e l'Italia: per una storia dei loro rapporti negli ultimi due secoli, Milano, Vita e Pensiero, 2003, pagg. 423-432.
- La Santa Sede, il mondo cattolico italiano e l'Austria degli Asburgo, in G. La Bella (a cura di), Pio X e il suo tempo, atti del Convegno (Treviso, 22-24 novembre 2000), Bologna, Il Mulino, 2003, pagg. 523-538.
- La Missione di Milano: oltre i confini della tradizione, in L. Vaccaro (a cura di), Il cristiano laico. L'eredità dell'arcivescovo Montini, Brescia, Morcelliana, 2004 («Quaderni della Gazzada», 24), pagg. 169-176.
- Oltre Porta Pia. Scritti per Liberal, presentazione di A. Colombo, Roma, Liberal, 2007.
- Giorgio Rumi, Perché la storia, Itinerari di ricerca (1963-2006), a cura di Edoardo Bressan e Daniela Saresella, Introduzione di Enrico Decleva.